# 822 Lalage
822 Lalage
822 Lalage là một tiểu hành tinh ở vành đai chính. Nó được Max Wolf phát hiện ngày 31.3.1916 ở Heidelberg. Không biết rõ nguồn gốc tên của nó.